# HMS Invincible (1765)
El HMS Invincible fue un navío de línea de 3ª clase y 74 cañones de la Royal Navy, segundo en usar el citado nombre, botado en Deptford el 9 de marzo de 1765. El Invencible se construyó durante un período de paz para reemplazar a los buques usados en la recién concluida Guerra de los Siete Años. El barco pasó a servir en la Guerra de Independencia de los Estados Unidos, luchando en la Batalla del Cabo de San Vicente en 1780, de la bahía de Chesapeake en 1781 y de la Isla de San Cristóbal en 1782.  
Sobrevivió a la destrucción de la Armada durante el siguiente período de paz, y estuvo presente en el Glorioso Primero de junio de 1794 —donde fue gravemente dañado y perdió catorce hombres— y en la captura de Trinidad a los españoles en 1797. 

## Naufragio

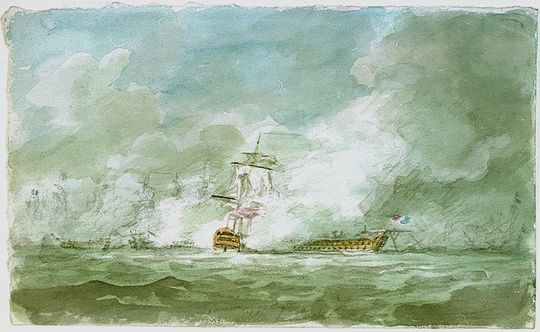
HMS Invincible (1765)

El 16 de marzo de 1801 se perdió en un naufragio frente a la costa de Norfolk, Inglaterra. Con aproximadamente 650 tripulantes a bordo, había navegado desde Yarmouth bajo el mando del contraalmirante Thomas Totty en un esfuerzo por alcanzar a la flota del almirante Sir Hyde Parker, quien esperaba el ataque inminente de la flota danesa. Cuando el barco pasaba frente a la costa de Norfolk, el fuerte viento le dirigió a la Roca Knoll Hammond, junto a Happisburgh, donde quedó atrapado durante algunas horas de la tarde, liberándose tan solo para encallar inmediatamente en un banco de arena, donde el efecto del viento y las olas derribó los mástiles y comenzó a destrozar el barco. Permaneció en esa posición durante todo el día siguiente, pero entrada la siguiente noche quedó a la deriva fuera del banco de arena y se hundió en alta mar.
El almirante y 195 marineros se salvaron del naufragio, ya fuera en uno de los botes del buque o al ser recogidos por un barco carbonero. Sin embargo, más de 400 de sus compañeros se ahogaron en el desastre.
Los restos de muchos de sus tripulantes se encontraron por casualidad en una fosa común en el cementerio de Happisburgh, durante la excavación de un nuevo canal de drenaje, erigiéndose un monumento en su memoria.